# Moravský Krumlov
Moravský Krumlov (niem. Mährisch Kromau) − miasto w Czechach, w kraju południowomorawskim. Według danych z 31 grudnia 2003 powierzchnia miasta wynosiła 4 956 ha, a liczba jego mieszkańców 6 050 osób.

## Historia
- ok. 1250 – powstanie miasta związane z budową kamiennego zamku, rozpoczętego prawdopodobnie na polecenie króla czeskiego Przemysła Ottokara II;
- 1289 – pierwsza zachowana pisemna wzmianka o istnieniu miasta;
- 1346 – utworzenie szpitala miejskiego powierzone opiece zakonu krzyżackiego;
- okres wojen husyckich – zamek był twierdzą husycką;
- 1458 – król czeski Jerzy z Podiebradów odwiedza miasto i nadaje miastu przywilej organizacji dwóch 14-dniowych jarmarków rocznie;
- 1622 – miasto wraz z zamkiem nabywa Gundaker, książę Liechtensteinu;
- 1805 – na zamku przebywa Napoleon;
- 1871 – otwarcie stacji kolejowej na linii Brno – Znojmo, ze stacją Moravský Krumlov;
- 1900 – elektryfikacja miasta;
- 13 czerwca 1928 – wizyta prezydenta Czechosłowacji Tomáša Masaryka;
- 7 do 8 maja 1945 – poważne zniszczenia miasta w wyniku bombardowania przez lotnictwo Armii Czerwonej[1];

## Demografia
| Rok             | 1970  | 1980  | 1991  | 2001  | 2003  |
| --------------- | ----- | ----- | ----- | ----- | ----- |
| Liczba ludności | 4 602 | 5 590 | 6 103 | 6 102 | 6 050 |

Źródło: Czeski Urząd Statystyczny

## Miasta partnerskie
- Przeworsk